# Timo von Oertzen
Timo von Oertzen (* 8. August 1975) ist ein deutscher Psychologe.

## Leben
Von 1999 bis 2002 war er Stipendiat der Studienstiftung des Deutschen Volkes. Von 1997 bis 2002 studierte er Psychologie an der Universität des Saarlandes und von 1997 bis 1999 Informatik ebenda. Nach der Promotion (1999–2002) in der Informatik an der Universität des Saarlandes war er von 2002 bis 2005 wissenschaftlicher Assistent am Lehrstuhl für Algebraische Geometrie und Computeralgebra, Mathematikdepartment, Universität des Saarlandes. Von 2006 bis 2010 war er Projektleiter für Formale Methoden am Max-Planck-Institut für Bildungsforschung. Von 2011 bis 2015 war er Assistant Professor für Quantitative Psychologie an der University of Virginia. Seit 2016 lehrt er als Universitätsprofessor für Methodenlehre und Evaluation an der Universität der Bundeswehr München.
Seine Forschungsschwerpunkte sind Poweräquivalenz in Strukturgleichungsmodellen, Softwareentwicklung für Datenauswertung: Onyx und maschinelles Lernen in der Psychologie.

## Schriften
- Das Konstruktionsproblem. Saarbrücken 2004.